# Thabang Stemmer
Thabang Stemmer znany również jako Thabang Radebe (ur. 18 sierpnia 1979 w Soweto) – południowoafrykański piłkarz występujący na pozycji bramkarza.

## Kariera klubowa
Stemmer karierę rozpoczynał w 2000 roku w zespole Orlando Pirates z PSL. W 2001 roku, a także w 2003 roku wywalczył z nim mistrzostwo RPA. Przez 5 lat w barwach Orlando zagrał 33 razy. W 2005 roku odszedł do Mabopane Young Masters z NFD (II liga). Po roku spędzonym w tym klubie przeniósł się do Black Leopards z PSL. Tam również występował przez rok.
W 2007 roku Stemmer odszedł do Supersport United, także grającego w PSL. W 2008 roku zdobył z nim mistrzostwo RPA. Po tym sukcesie przeszedł do innego zespołu PSL, Bloemfontein Celtic.

## Kariera reprezentacyjna
W reprezentacji RPA Stemmer wystąpił jeden raz. Było w 10 lipca 2005 roku w zremisowanym 3:3 meczu fazy grupowej Złotego Pucharu CONCACAF z Jamajką. Tamten turniej drużyna RPA zakończyła na ćwierćfinale.